# Anneleen Van Bossuyt
Anneleen Van Bossuyt, née le 10 janvier 1980 à Gand (Belgique), est une femme politique belge flamande, membre de la Nieuw-Vlaamse Alliantie (NVA). Depuis le 3 février 2025, elle est ministre de l'Asile et de la Migration, de l'Intégration sociale et des Grandes villes dans le gouvernement De Wever.

## Biographie
Anneleen Van Bossuyt a grandi à Gand, elle est licenciée en droit à l'université de Gand (2003), elle a également étudié le droit européen à l'université Rennes-I (2004).
Après ses études en France, elle travaille comme assistante à l'Institut Européen de la faculté de droit de l'Université de Gand. En 2010, elle commence à s'investir dans le centre d'étude de la NV-A, où elle est responsable du volet européen. Par la suite elle devient assistante parlementaire au Parlement européen lui-même.
Elle est notamment impliquée dans le congrès du parti nationaliste sur le confédéralisme et sur les négociations gouvernementales de 2014, elle y mène les discussions sur le volet européen et la politique étrangère.
Elle devient députée européenne le 8 janvier 2015 en remplacement de Louis Ide. Elle y préside la Commission du marché intérieur et de la protection des consommateurs en 2017.
Elle est élue députée fédérale à la Chambre des représentants en 2019 et réélue en 2024.
Aux élections locales de 2024 elle est sur la liste N-VA pour Gand.
Le 3 février 2025, Anneleen Van Bossuyt reçoit un portefeuille ministériel pour la première fois dans le gouvernement De Wever, étant nommée au poste de ministre de l'Asile et de la Migration, de l'Intégration sociale et des Grandes villes.